# Parapiophila flavipes
Parapiophila flavipes is een vliegensoort uit de familie van de Piophilidae. De wetenschappelijke naam van de soort is voor het eerst geldig gepubliceerd in 1847 door Johan Wilhelm Zetterstedt.